# إبراهيم الشيخ
إبراهيم الشيخ عبد الرحمن البريابي  هو ثالث رئيس لحزب المؤتمر السوداني لدورتين منذ العام 2005-2010 م ومن 2011-2016م نشط إبراهيم الشيخ في مجال العمل العام منذ أن كان طالب في جامعة الخرطوم حيث انضمم إلى مؤتمر الطلاب المستقلين ومن خلاله أصبح رئيسا للمجلس الأربعيني لاتحاد جامعة الخرطوم وفي فترته قاد اتحاد جامعة الخرطوم الاحتجاجات والتظاهرات التي استطاعت إسقاط نظام مايو برئاسة جعفر نميري، بعد تخرجه من جامعة الخرطوم كان أحد مؤسسي حزب المؤتمر السوداني وجد إبراهيم الشيخ مضايقات من قبل نظام الإنقاذ حيث أحيل للصالح العام في مطلع التسعينيات، وفي مجال العمل السياسي اعتقل عدة مرات.

## النشأة والميلاد
ولد ونشأ إبراهيم الشيخ في مدينة النهود بولاية غرب كردفان في 28 يونيو 1956م، ودرس مراحله الدراسية (الابتدائية، المتوسطة، الثانوية) بها، ومنها انتقل إلي العاصمة الخرطوم ليكمل تعليمه الجامعي بجامعة الخرطوم كلية الاقتصاد.

## المناصب تقلدها
- رئيس حزب المؤتمر السوداني لدورتيين
- رئيس المجلس الأربعيني لإتحاد طلاب جامعة الخرطوم من 1985-1986م
- عضو لجنة السياسية لأنتفاضة 1986م[6]
- رئيس رابطة كلية الأقتصاد جامعة الخرطوم في العام 1982م
- الناطق رسمي لتنسقية قوى الحرية والتغيير[7]
- عضو المجلس المركزي لحزب المؤتمر السوداني

عمل إبراهيم الشيخ منذ أن كان طالبا في الجامعة في الهيئة القومية للكهرباء في العام 1977م وتدرج بها إلي أن أحيل إلي الصالح في مطلع التسعينيات بموجبة إجراءات الصالح العام الذي قامت بها حكومة المؤتمر الوطني تماشيا مع سياسيات التمكين.

## روابط خارجية
- لقاء مع ابراهيم الشيخ علي قناع بي بي سي نيوز